# Cyrtognatha nigrovittata
Cyrtognatha nigrovittata is een spinnensoort in de taxonomische indeling van de strekspinnen.
Het dier behoort tot het geslacht Cyrtognatha. De wetenschappelijke naam van de soort werd voor het eerst geldig gepubliceerd in 1881 door Eugen von Keyserling.